# Mehl

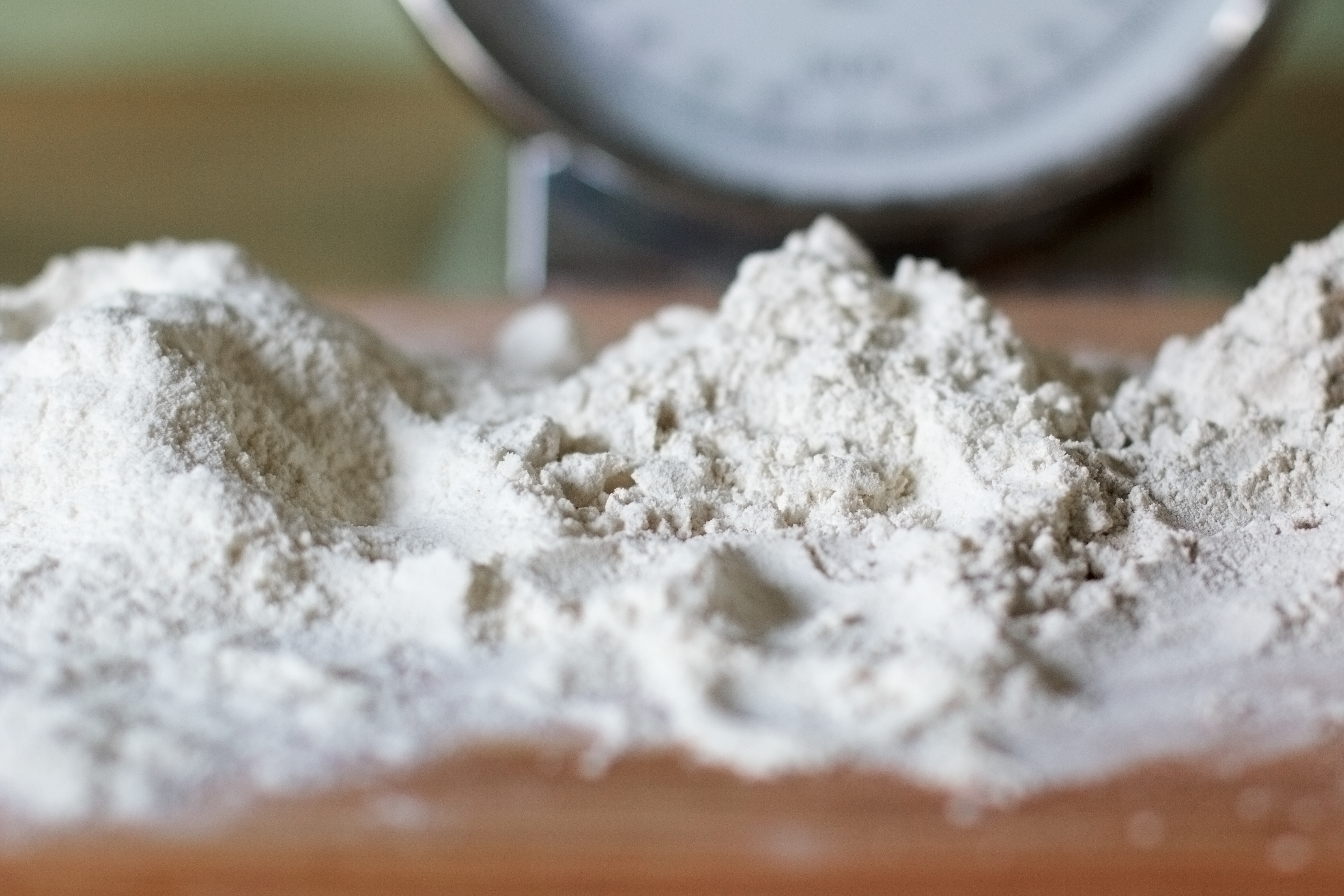
Drei Mehlsorten, die für Brot verwendet werden.
Von links: Weizenmehl Type 550, Weizenmehl Type 1050, Roggenmehl Type 1150

Als Mehl wird in erster Linie das genießbare Pulver bezeichnet, das beim feinen Mahlen von Getreidekörnern entsteht. Mehl wird aus den Getreidearten Roggen, Hafer, Gerste, Hirse, Mais, Reis und vor allem Weizen (Weizenmehl) sowie aus dessen Unterarten Dinkel, Emmer, Einkorn gewonnen. Eigenbackfähig – also zur Herstellung von Brot geeignet – sind die Mehle aus Weichweizen, Hartweizen, Dinkel und Roggen (Brotgetreide), die dieser Artikel vor allem beschreibt.  Emmer und Einkorn sind zwar auch eigenbackfähig, spielen jedoch wirtschaftlich kaum eine Rolle. Das eigenbackfähige Hartweizenmehl ist in Deutschland nicht zum Brotbacken vorgesehen. Eigenbackfähige  Mehle sind neben Wasser der Grundbestandteil eines Teiges.
Außer Getreide können auch Pseudogetreidearten (wie Buchweizen oder Quinoa) und verschiedene andere Samen zu Mehl verarbeitet werden, ferner beispielsweise Hülsenfrüchte (Bohnen, Erbsen, Kichererbsen). Kartoffelstärke wird auch als „Kartoffelmehl“ (und Weizenstärke als „Weizenmehl“) bezeichnet, entsteht aber nicht durch einen Mahlvorgang. Maniokmehl wird durch Einweichen der zerriebenen Knollen, Auspressen der Masse und anschließendes Trocknen hergestellt. Daneben gibt es Sojamehl,  Kochbananenmehl, Guarkernmehl und weitere Lebensmittel, die jedoch kein Mehl im genannten Sinne darstellen.
Seit dem Inkrafttreten, im Januar 2023, einer im Jahr 2021 verabschiedeten EU-Verordnung ist die Herstellung von Insektenmehl aus mehreren Speiseinsekten als „Novel Food“ erlaubt und wird beispielsweise schon in Nudelprodukten oder Müsli des europäischen Lebensmittelgiganten Kaufland verwendet. Allerdings ist eine genaue Kennzeichnung der Insektenarten notwendig.
Im weiteren Sinne gibt es auch Mehle, die zwar durch Mahlen entstehen, aber nicht in der Küche verwendet werden, z. B. Fischmehl (ein Futtermittel), Knochenmehl (ein Dünger) und Quarzmehl (ist unter anderem in Scheuermitteln enthalten). Holzmehl fällt als Nebenprodukt bei der Holzverarbeitung an („Sägemehl“).

## Etymologie
Das Wort Mehl lautete althochdeutsch melo, mittelhochdeutsch mël. Es gehört zur selben Wortfamilie wie mahlen oder auch das alte Getreidemaß Malter (eigentlich „so viel Korn, wie auf einmal gemahlen wird“).
Indogermanisch urverwandt sind die lateinischen Wörter molere „mahlen“, mola „Mühlstein“, molina „Mühle“, molitor „Müller“ (vgl. auch das Fremdwort Molar „Mahlzahn“). Die Wörter Mühle und Müller stammen aus dem Lateinischen: Mühle (mhd. müle, ahd. muli, mulin) geht auf spätlateinisch molina „Mühle“ zurück; Müller (mhd. müller < mülner < mülnære, ahd. mulinari) auf spätlateinisch molinarius „Müller“.
Melber (mittelhochdeutsch melbære) ist eine bayerisch-österreichische Bezeichnung für einen Mehlhändler. Die Berufsbezeichnung ist nicht mehr gebräuchlich, lebt aber als Familienname weiter. Eine Melberei ist eine Mehlhandlung. In der Autobiographie „Stufen des Lebens“ von Fritz Schumacher wird eine Melberei und Nudelhandlung gegen Ende des 19. Jahrhunderts beschrieben.

## Herstellung

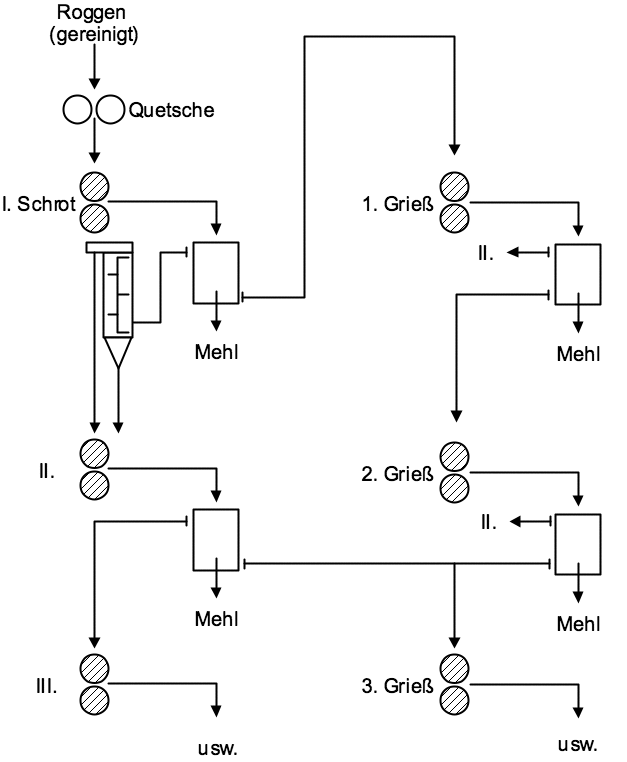
Vermahlungsdiagramm für eine Roggenmühle (Beispiel)

Nach dem derzeitigen Stand der Technik wird das Getreide in einer Getreidemühle am effizientesten zwischen Mahlwalzen im Walzenstuhl vermahlen. In modernen Getreidemühlen findet nach jeder Zerkleinerung eine Siebung und Sichtung im Plansichter statt, um die verschiedenen Partikelgrößen zu trennen. Diese Kombination aus Walzenstuhl und Plansichter wird „Passage“ genannt, von denen eine moderne Mehlmühle eine Vielzahl aufweist. 14 Passagen und mehr sind gängige Größen. Bei der Weizenvermahlung können in solchen Passagen zwischen Plansichter und Walzenstuhl auch Grießputzmaschinen verwendet werden. Indem die Abstände zwischen den Walzen der einzelnen Passagen verringert werden, wird das Mahlgut feiner vermahlen. Dabei werden Endospermpartikel, die kleiner als 150 µm sind, gleich als Mehl abgezogen, größere Teilchen werden auf die nächste Passage geführt.
Im Zuge der Herstellung wird durch Siebung der fetthaltige Keimling aus Gründen der Haltbarkeit und die Randschicht bzw. Schale des Korns aus dem Mehl entfernt. Grieße werden der Grießputzmaschine zugeführt, Schrote werden wieder auf eine Passage geleitet.
Getreide kann unterschiedlich fein gemahlen werden. Je nach Produktführung fallen außer dem Mehl unterschiedliche Mengen an Schrot, Grieß, Dunst und Kleie an (Kuppelproduktion). Mehle und Schrote können auch durchgemahlen werden, d. h., es wird kein Mehl vorher herausgezogen. Dann entstehen Vollkornmehle und -schrote. Auch der Nährstoffgehalt des Mehls hängt vom Mahlgrad ab.
Die direkt ermahlenen Passagenmehle werden in der Mühle zu Handelsmehlen weiterverarbeitet. In Mischmaschinen werden die Passagenmehle im jeweils benötigten Verhältnis miteinander vermischt, um die gewünschten Produkteigenschaften zu erhalten, gegebenenfalls unter Zugabe von Hilfsstoffen wie Malzmehl oder Ascorbinsäure. Einige Eigenschaften der so hergestellten Handelsmehle sind gesetzlich geregelt und müssen in Deutschland den Vorgaben nach DIN 10355 entsprechen.

## Zusammensetzung
Weichweizenmehl besteht aus ca. 59–72 % Kohlenhydraten (Stärke und Schleimstoffe, darunter 2,4–7 % Ballaststoffe), 14–15 % Wasser, 10–12 % Proteinen (davon wiederum 80 % Kleberprotein Gluten und 20 % lösliche Proteine), 0,9–2,3 % Fett und 0,4–1,7 % Mineralsalzen.
Mehl mit hohem Ausmahlungsgrad ist dunkel und reicher an Vitaminen (vor allem B-Vitaminen) und Mineralstoffen, da ein hoher Anteil der Schale (man nennt sie auch Kleie) mit gemahlen wird. Mehl mit niedrigem Ausmahlungsgrad ist hingegen hell und reich an Stärke, die im gemahlenen Getreidekern enthalten ist.
Die typische Partikelgröße von Mehl liegt unter 180 µm. Man spricht im Zusammenhang mit dem Ausmahlungsgrad auch von Auszugsmehl und ordnet die Helligkeit des Mehles, beispielsweise bei Weizen, Dinkel oder Roggen, standardisiert nach DIN 10355, einer sogenannten Type zu.

## Mehltypen

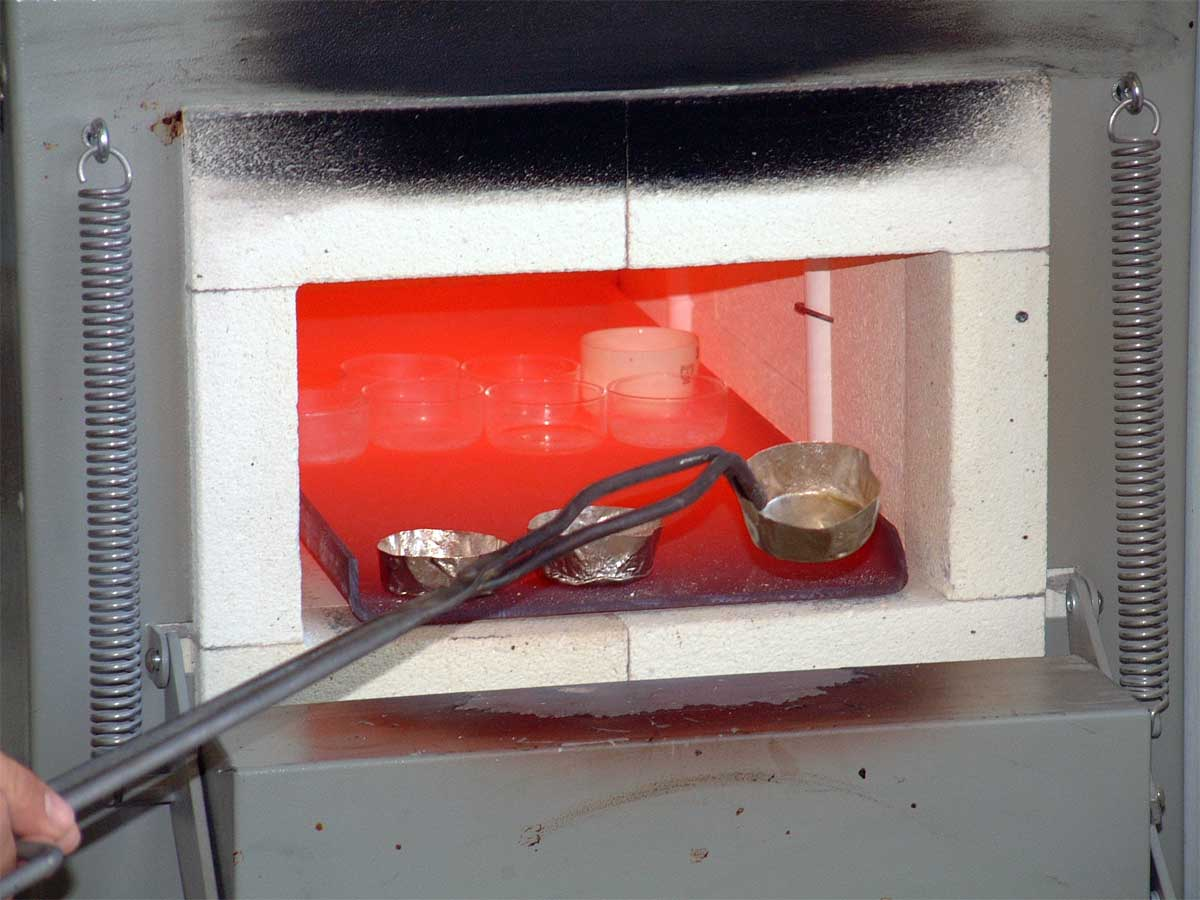
Muffelofen zur Mineralstoffbestimmung bei 900 °C

### Typisierung in Deutschland nach DIN
Der Begriff „die Mehltype“ oder einfach nur „die Type“ entstammt der Fachsprache der Müller und Bäcker und ist ein Maß für den Mineralstoffgehalt des Mehles. Die Ermittlung der Type bzw. Helligkeit erfolgt durch die Bestimmung des Mineralstoffgehaltes. Niedrige Mehltypen wie 405 sind – mit geringem Mineralstoffgehalt – sehr hell, hohe Typen wie 1800 sehr dunkel und reich an Mineralstoffen. Zur Typbestimmung wird unter Laborbedingungen eine geringe Menge des Mehls bei 900 °C im Muffelofen verbrannt. Die verbleibenden (nichtbrennbaren) Bestandteile entsprechen im Wesentlichen der Mineralstoffmenge des Mehles. Sie wurden früher auch als „Aschegehalt des Mehls“ bezeichnet.
Zur Typisierung von Mahlerzeugnissen aus Weichweizen, Roggen und Dinkel gilt in Deutschland seit 1992 die DIN-Norm DIN 10355. Die Mehltype gibt den mittleren Mineralstoffgehalt in mg je 100 g Trockenmasse an.
| Benennung            | Mehltype  | Backeigenschaften                                                      | Mindestmineralstoffgehalt (% in Trockenmasse) | Höchstmineralstoffgehalt (% in Trockenmasse) |
| Weizen               | Weizen    | Weizen                                                                 | Weizen                                        | Weizen                                       |
| -------------------- | --------- | ---------------------------------------------------------------------- | --------------------------------------------- | -------------------------------------------- |
| Weizenmehl WM        | Type 405  | bevorzugtes Haushaltsmehl, gute Backeigenschaften                      | –                                             | 0,50                                         |
| Weizenmehl WM        | Type 550  | backstark für feinporige Teige und als Vielzweckmehl verwendbar        | 0,51                                          | 0,63                                         |
| Weizenmehl WM        | Type 812  | für helle Mischbrote                                                   | 0,64                                          | 0,90                                         |
| Weizenmehl WM        | Type 1050 | für Mischbrote oder Backwaren im Haushalt                              | 0,91                                          | 1,20                                         |
| Weizenmehl WM        | Type 1600 | für dunkle Mischbrote                                                  | 1,21                                          | 1,80                                         |
| Durumweizenmehl DM   | Type 1600 | Hartweizenmehl                                                         | 1,55                                          | 1,85                                         |
| Weizenbackschrot WBS | Type 1700 | ohne Keimling                                                          | –                                             | 2,10                                         |
| Dinkel               |           |                                                                        |                                               |                                              |
| Dinkelmehl DM        | Type 630  | backtechnisch ähnlich wie Weizenmehl Type 550 verwendbar               | –                                             | 0,70                                         |
| Dinkelmehl DM        | Type 812  |                                                                        | 0,71                                          | 0,90                                         |
| Dinkelmehl DM        | Type 1050 |                                                                        | 0,91                                          | 1,20                                         |
| Roggen               |           |                                                                        |                                               |                                              |
| Roggenmehl RM        | Type 815  | nur seltene Verwendung, meist in Süddeutschland, für helle Roggenbrote | –                                             | 0,90                                         |
| Roggenmehl RM        | Type 997  | für Mischbrote, regional unterschiedlich verbreitet                    | 0,91                                          | 1,10                                         |
| Roggenmehl RM        | Type 1150 | für Mischbrote, regional unterschiedlich verbreitet                    | 1,11                                          | 1,30                                         |
| Roggenmehl RM        | Type 1370 | typisches „Bäckermehl“ für Roggen- und Roggenmischbrote                | 1,31                                          | 1,60                                         |
| Roggenmehl RM        | Type 1740 | typisches „Bäckermehl“ für Roggen- und Roggenmischbrote                | 1,61                                          | 1,80                                         |
| Roggenbackschrot RBS | Type 1800 | ohne Keimling                                                          | –                                             | 2,20                                         |

Vollkornprodukte (Mehl, Schrot) sowie Weizengrieß und Weizendunst werden zwar durch DIN 10355 klassifiziert, deren Mineralstoffgehalt ist aber nicht spezifiziert und sie erhalten daher keine Typennummern. Vollkornprodukte enthalten immer den Keimling. Backschrot unterscheidet sich von Vollkornschrot dadurch, dass es keinen Keimling mehr enthält.
| mm Maschenweite  | 0,8 | 0,5 | 0,315 | 0,224 | 0,16 |
| Weizengrieß (WG) | 0   | –   | ≥ 25  | ≥ 90  | –    |
| Weizendunst (WD) | –   | 0   | < 25  | –     | ≥ 90 |
| ---------------- | --- | --- | ----- | ----- | ---- |

Im Rahmen des EU-Forschungsprojektes HealthGrain wurde eine Europäische Vollkorn-Definition erarbeitet, die auf Grundlage aktueller wissenschaftlicher Erkenntnisse den Begriff „Vollkorn“ wie folgt beschreibt: „Vollkorn soll aus den ganzen, gemahlenen, geschroteten oder flockierten Körnern bestehen, nachdem die nichtessbaren Teile, wie Spelzen und Hülsen entfernt wurden. Die Hauptkomponenten des anatomischen Aufbaus – das stärkehaltige Endosperm, der Keimling und die Schale – sind im gleichen Verhältnis vorhanden wie im ganzen Korn.“
Da Getreide als Naturprodukt in Abhängigkeit von Klima und Witterung großen Schwankungen in Qualität und Zusammensetzung unterliegt, werden die daraus gewonnenen Mehle oftmals gemischt, so dass sie neben der Helligkeit (Type) auch bestimmten mechanischen und enzymatischen Spezifikationen entsprechen. Diese sind entscheidend für die Backfähigkeit des Mehles.

### Typisierung in Österreich
In Österreich ist die DIN-Typisierung nicht gültig, die Regelung erfolgt durch das Österreichische Lebensmittelbuch. Die angegebenen Typennummern bedeuten den mittleren 1000-fachen Mineralstoffgehalt in % der Trockensubstanz. Der vorangestellte Buchstabe bestimmt die Getreidesorte (W = Weizen, R = Roggen), Dinkelmehle werden nur nach dem Mineralstoffgehalt (Mehltype) bezeichnet. Daneben werden Mehle nach ansteigender Korngröße wie folgt eingeteilt: glatt, griffig und doppelgriffig; Dunst oder Grieß sind, anders als in Deutschland, derselben Typisierung unterworfen. Andere Bezeichnungen wie z. B. extrafein oder universal sind Handelsbezeichnungen und nicht im Lebensmittelbuch festgeschrieben. Die maximale Feuchtigkeit beträgt für Mehle aller Typen 15,5 % bzw. für Vollmehle in Kleinpackungen 14,5 %.
| Mehltype   | Backeigenschaften                                     | Mineralstoffgehalt (% i. Tr.) | vergleichbar mit DIN 10355 |
| Weizenmehl | Weizenmehl                                            | Weizenmehl                    | Weizenmehl                 |
| ---------- | ----------------------------------------------------- | ----------------------------- | -------------------------- |
| Type W480  | Weizenauszugsmehl (für feine Backwaren, z. B. Kuchen) | 0,33–0,58                     | Type 405                   |
| Type W700  | Weizenkoch- und backmehl                              | 0,66–0,79                     | Type 550                   |
| Type W1600 | Weizenbrotmehl                                        | 1,50–1,75                     | Type 1050                  |
|            | Weizen-Vollkornmehl mit Keim und Schale               |                               |                            |
| Roggenmehl |                                                       |                               |                            |
| Type R500  | Roggenvorschußmehl                                    | 0,43–0,57                     | Type 815                   |
| Type R960  | Roggenbrotmehl                                        | 0,88–1,12                     | Type 997 oder 1150         |
| Type R2500 | Schwarzroggenmehl                                     | 2,00–3,00                     |                            |
|            | Roggen-Vollkornmehl                                   | 1,5–2,3                       |                            |

Für Dinkelmehle sind im österreichischen Lebensmittelbuch keine Mehltypen festgelegt, im österreichischen Handel werden entweder die deutschen Typen angegeben oder die Bezeichnung Dinkelmehl weiß, für Dinkelmehle ähnlich der Type 812, verwendet.

### Typisierung in der Schweiz
In der Schweiz wird die DIN-Typisierung, zumindest offiziell, nicht angewendet. Es wird zwischen verschiedenen Ausmahlgraden unterschieden, die anhand des Mineralstoffgehaltes definiert werden. Basismehle für den Bäckerbedarf in Säcken ab 25 kg werden häufig aber mit dem Mehltyp nach DIN markiert.
Angaben zu Mehlen in der Schweiz:
| Mehlsorte     | Ausmahlungsgrad                | Definition nach Art. 63 VLpH | Mineralstoffgehalt (Art. 67 VLpH) | Type      |
| ------------- | ------------------------------ | --- | --------------------------------- | --------- |
| Weissmehl     | Weizenmehl ca. 65 % des Korns  | «vorwiegend aus dem inneren Teil des Getreidekornes gewonnenes Mehl» | ≤ 0,63 %                          | 400…550   |
| Halbweissmehl | Weizenmehl ca. 75 % des Korns  | «nahezu schalenfreies Mehl» | 0,64–0,90 %                       | 700…750   |
| Ruchmehl      | Weizenmehl ca. 85 % des Korns  | «Mehl, das noch einen Teil der äußeren Schalenschichten enthält» | 0,91–1,69 %                       | 1050…1100 |
| Vollkornmehl  | Weizenmehl min. 98 % des Korns | «aus dem ganzen Getreidekorn gewonnenes Mehl, mit oder ohne äußerste Schalenteile; die Gesamtausbeute muss jedoch mindestens 98 Massenprozent des gesamten Getreidekorns betragen.» | ≥ 1,70 %                          |           |

### Typisierung in Frankreich
Zur Typisierung von Mahlerzeugnissen aus Weichweizen und Roggen gilt in Frankreich seit 1963 die AFNOR-Norm NF V 03-720, welche auf der ISO-Norm 2171 basiert. Die Mehltype gibt den mittleren Mineralstoffgehalt in mg je 10 g Trockenmasse an.
| Mehltype   | Backeigenschaften                                               | Mindestmineralstoffgehalt (in %) | Höchstmineralstoffgehalt (in %) |
| Weizenmehl | Weizenmehl                                                      | Weizenmehl                       | Weizenmehl                      |
| ---------- | --------------------------------------------------------------- | -------------------------------- | ------------------------------- |
| Type 45    | für feinste Teige zur Herstellung von Konditoreiprodukten       | –                                | 0,49                            |
| Type 55    | für feine Teige und als Vielzweckmehl verwendbar                | 0,50                             | 0,59                            |
| Type 65    | backstark für Weißbrote und helle Brote aller Art               | 0,62                             | 0,65                            |
| Type 80    | für helle Mischbrote                                            | 0,75                             | 0,90                            |
| Type 110   | für rustikale Brote                                             | 1,00                             | 1,20                            |
| Type 150   | für dunkle Mischbrote                                           | > 1,40                           | –                               |
| Roggenmehl |                                                                 |                                  |                                 |
| Type 70    | für helle Roggenbrote oder zur Beimischung in Weizenmischbroten | 0,60                             | 1,00                            |
| Type 85    | für Mischbrote                                                  | 0,75                             | 1,25                            |
| Type 130   | für Roggen- und Roggenmischbrote                                | 1,20                             | 1,50                            |
| Type 150   | für Roggen- und Roggenmischbrote                                | > 1,50                           | –                               |

### Vorgeschriebene Grenzwerte in Italien
| Name des Produkts                                          | Feuchte max | Mineralstoffe min. | Mineralstoffe max. | Protein min. |
| ---------------------------------------------------------- | ----------- | ------------------ | ------------------ | ------------ |
| Farina di grano tenero (Weichweizenmehl) tipo 00           | 14,50 %     | –                  | 0,55 %             | 9,00 %       |
| Farina di grano tenero (Weichweizenmehl) tipo 0            | 14,50 %     | –                  | 0,65 %             | 11,00 %      |
| Farina di grano tenero (Weichweizenmehl) tipo 1            | 14,50 %     | –                  | 0,80 %             | 12,00 %      |
| Farina di grano tenero (Weichweizenmehl) tipo 2            | 14,50 %     | –                  | 0,95 %             | 12,00 %      |
| Farina integrale di grano tenero (Weichweizenvollkornmehl) | 14,50 %     | 1,30 %             | 1,70 %             | 12,00 %      |

### Vergleichbare Mehltypen
| Italienische Bezeichnung                                   | Mineralstoffgehalt max. | Proteingehalt mind. | Vergleichbar mit |
| ---------------------------------------------------------- | ----------------------- | ------------------- | ---------------- |
| Farina di grano tenero (Weichweizenmehl) tipo 00           | 0,55%                   | 9 %                 | Type 405         |
| Farina di grano tenero (Weichweizenmehl) tipo 0            | 0,65%                   | 11 %                | Type 550         |
| Farina di grano tenero (Weichweizenmehl) tipo 1            | 0,80%                   | 12 %                | Type 812         |
| Farina di grano tenero (Weichweizenmehl) tipo 2            | 0,95%                   | 12 %                | Type 1050        |
| Farina integrale di grano tenero (Weichweizenvollkornmehl) | 1,70%                   | 12 %                | Type 1600        |

### Andere Mehltypen
Die folgenden Begriffe sind nicht genormt. Trotzdem bieten einige Mühlen Mehle mit diesen Bezeichnungen als Spezialmehle an.
- Griffiges Mehl und besonders doppelgriffiges Mehl hat eine greifbare Beschaffenheit, dem Dunst vergleichbar. Spätzle-Mehle sind typische Beispiele dafür. Griffige Mehle weisen ein besseres Backverhalten auf als glatte (schliffige) Mehle, da sie das Wasser langsamer aufnehmen und trockenere und festere Teige ergeben.[10]
- Instantmehl[16] – (Instantmehl ist ein aus Hart- oder Weichweizen hergestelltes Mehl, das eine hohe Rieselfähigkeit und leichte Benetzbarkeit aufweist. Daher kann es bis zu 2 % mehr Wasser aufnehmen und lässt sich schneller zu einem Teig verarbeiten. Es wird vorwiegend in Haushalten verwendet.)[10]
- Weißmehl (in der Schweiz: Weissmehl) ist ein helles Weizenmehl (auch: Auszugsmehl).
- Mit Schwarzmehl war ein Roggenmehl oder ganz dunkles Weizenmehl gemeint.
- Röstmehl ist auf dem Blech oder in der Pfanne trocken geröstetes Mehl.

## Zusatzstoffe (Mehlbehandlungsmittel)

### Deklaration
Bei Fertigpackungen, die an den Endverbraucher abgegeben werden, muss die Mehlbehandlung in der Zutatenliste deklariert werden. (Ausnahme: Enzyme)
Beispiel Weizenmehl, Liste der Zutaten:
- Weizen
- Mehlbehandlungsmittel: L-Ascorbinsäure

Chemische Konservierung oder das Bleichen von Mehlen beziehungsweise Einfärben ist nach deutschem Lebensmittelrecht nicht erlaubt.

### Ascorbinsäure
Oft wird Weizenmehlen Ascorbinsäure (Vitamin C oder E 300) zugesetzt (1–2 g/100 kg Mehl). Das hat technologische Gründe: Ascorbinsäure festigt die Kleberstruktur und sorgt damit für bessere Backergebnisse. Durch Oxidation der Ascorbinsäure mit Luftsauerstoff wird im Teig Dehydro-Ascorbinsäure gebildet. Die Dehydro-Ascorbinsäure agiert im Teig als Oxidationsmittel und fördert die Ausbildung von Disulfidbrücken, wodurch die Quervernetzung der Kleberproteine zunimmt. Eine Zunahme der Quervernetzung hat einen festeren Teig zur Folge, dies kann z. B. mittels Extensogramm gemessen werden. Während des Backprozesses wird die Ascorbinsäure zerstört, da sie nicht hitzebeständig ist.

### Amylasen
Biotechnologisch hergestellte Amylasen (aus Bakterien- beziehungsweise Schimmelpilzkulturen) werden als Mehlbehandlungsmittel eingesetzt, wenn das Mehl arm an stärkeabbauenden Enzymen ist und damit seine Gasbildefähigkeit beim Backen zu gering ausgeprägt ist. Durch die Amylasen entstehen vergärbare Einfach- und Zweifachzucker, die bei der Gare durch Backhefepilze in Ethanol und Kohlendioxid umgewandelt werden und somit den Teig aufgehen lassen. Außerdem erhalten die Gebäcke nach der Behandlung eine bessere Bräunung.

### Proteasen
Biotechnologisch hergestellte Proteasen (aus Bakterien- beziehungsweise Schimmelpilzkulturen) werden als Mehlbehandlungsmittel eingesetzt, wenn die Kleberstruktur eines Weizenmehles zu straff ist und das Klebergerüst ein ausreichendes Aufgehen des Teiges verhindert. Die Anwendung kam ursprünglich aus den USA, wo es bei traditionell sehr starken Klebern schwierig ist, Hartkeks- oder Crackermehle herzustellen. Proteasen spalten die Aminosäureketten des Klebers auf und sorgen so dafür, dass der Kleber weicher und elastischer wird. Außerdem spalten Proteasen endständige -NH2-Gruppen ab, was die Aromabildung im Gebäck verbessert.

### Backtechnisch wirksame Aminosäuren
- Mit Cystein (E920) behandelte Mehle wirken funktionell ähnlich wie mit Proteinasen behandelte. Aus diesem Mehl hergestellte Teige erweichen im Vergleich zum nicht behandelten Referenzteig.
- Mit Cystin behandelte Mehle wirken von der Tendenz her wie mit Ascorbinsäure behandelte. Die aus diesem Mehl hergestellten Teige sind straffer als Referenzteige mit unbehandeltem Mehl.

## Wirtschaftliche Bedeutung
Im Getreidewirtschaftsjahr 2015/2016 wurden in Deutschland 6,14 Millionen Tonnen Weichweizenmehl und 0,7 Millionen Tonnen Roggenmehl hergestellt. Der inländische Mehlverbrauch wurde durch die Vermahlung einheimischen Getreides bei Roggen und Weichweizen vollständig gedeckt. Dabei betrug die durchschnittliche Mehlausbeute bei Weichweizen 80,5 % und bei Roggen 89,6 %.
Im Wirtschaftsjahr 2014/2015 betrug der durchschnittliche Pro-Kopf-Verbrauch an Mehl 72,6 kg (Hart- und Weichweizenmehl 64,6 kg und Roggenmehl 8,0 kg).

## Verwendung
Mehl wird als Basis von Teigen zur Herstellung von Backwaren oder Teigwaren verwendet. Aus 100 kg Mehl können ca. 3000–4000 Brötchen hergestellt werden.
Die Mehlmenge in einem Teig dient Bäckern als rechnerische Basis zur Bestimmung der anderen Zutaten. Dabei wird das Gewicht der gesamten Mehlmenge als Bezugsgröße von 100 % herangezogen. Die darauf bezogenen Gewichtsprozente der anderen Zutaten bezeichnet man als Bäckerprozente. Man spricht von „Ausbeuten“, wenn das Teiggewicht auf das Mehlgewicht bezogen wird. Die Teigausbeute variiert je nach Wasserzugabe. Sie ist abhängig von der Fähigkeit des Mehls, Wasser zu binden. Bei gleichem Mehl besitzt daher ein weicher Teig eine höhere Teigausbeute als ein fester Teig; die Teigausbeute variiert daher bei unterschiedlichen Backwaren.
Mehl ist auch ein wichtiger Grundstoff zum Binden vieler Saucen, seltener auch von Suppen, und wird hier in Form einer Mehlschwitze (österreichisch: Einbrenn) oder als Mehlbutter verwendet. Eine Mehlschwitze ist auch der Ausgangsstoff für die Mehlsuppe, ein traditionelles Fastnachtsgericht insbesondere in der Schweiz.
Beim Mehlieren von Fleisch oder Fisch wird die Oberflächenfeuchtigkeit vor dem Panieren durch Mehl gebunden.

## Lagerung

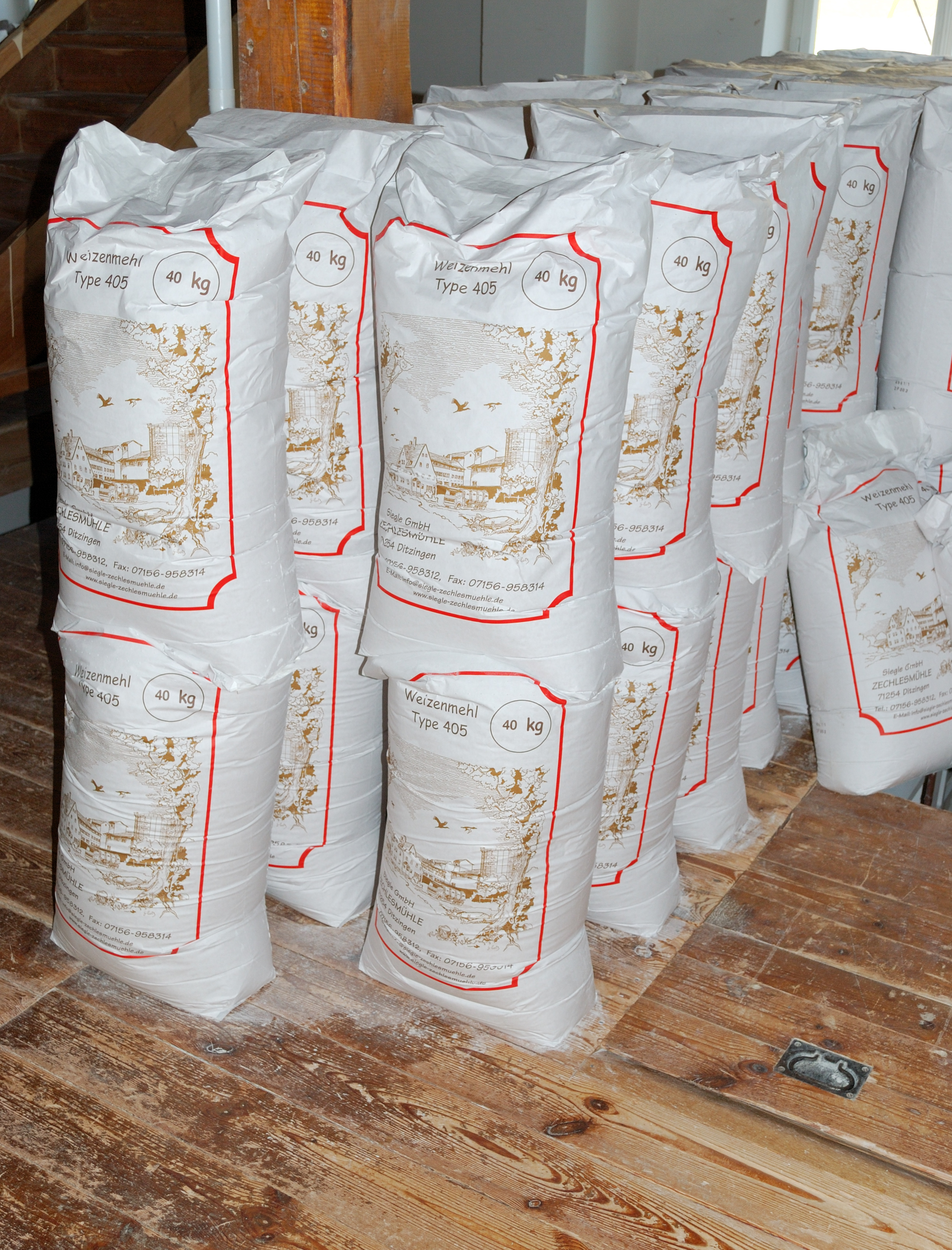
Weizenmehl verpackt in 40-kg-Säcke in einer Mühle

Mehl wird sachgerecht bei unter 20 °C und einer relativen Luftfeuchtigkeit von unter 65 % gelagert. Unter diesen Bedingungen sind helle Mehle (bis ca. Type 812) etwa 1 Jahr bis 1½ Jahre,
dunklere Mehle (bis Type 1050 oder Type 1370) etwa sechs bis acht Monate und Vollkornprodukte etwa sechs bis acht Wochen ohne Qualitätsverluste lagerbar. Bei längerer Lagerdauer setzt vor allem der Abbau von Fettsäuren (aus dem Keimling und den Schalen) ein und das Mehl beginnt, ranzig zu werden.
Wenn Mehl direktem Sonnenlicht ausgesetzt wird, zersetzen sich die Mehlfarbstoffe sehr schnell und das Mehl bleicht aus.

## Entflammbarkeit
Die Verteilung von Mehlstaub in der Luft ergibt ein Gemisch, das bei Zündung explodieren kann. Die Vergrößerung der Oberfläche von in der Luft fein verteilten Mehlpartikeln ermöglicht eine sehr hohe Reaktionsgeschwindigkeit und damit eine explosionsartige Reaktion.
Die bisher größte Mehlstaubexplosion im deutschsprachigen Raum fand am 6. Februar 1979 in der Rolandmühle in Bremen statt. In einer Kettenreaktion wurden mehrere Explosionen hintereinander ausgelöst. Dabei starben 14 Menschen, es gab 17 Verletzte und der Sachschaden belief sich auf 100 Millionen D-Mark und war damit der bis dahin größte Einzelschaden in Deutschland.

## Arbeitsschutz
Mehlstaub am Arbeitsplatz kann für Beschäftigte eine inhalative Gefährdung darstellen. Für Mehlstaub besteht kein Arbeitsplatzgrenzwert. Gemäß TRGS 907 ist Mehlstaub atemwegssensibilisierend. In der Arbeits-Sicherheits-Information „Vermeidung von Bäckerasthma“ (ASI 8.80) sind Arbeitsverfahren aufgezeigt, die in Backbetrieben angewendet werden müssen, um das Risiko des Auftretens von Bäckerasthma und Rhinitis zu minimieren.
In Mehllagern, Räumen für die Teigherstellung und Teigaufbereitung sowie sonstigen Bereiche mit relevanter Mehlstaubexposition unterstützen die Empfehlungen „Mehlstaub in Backbetrieben“ die Beschäftigten dabei, staubarm zu arbeiten. Die Empfehlungen gelten für Backbetriebe, Konditoreien und Herstellungsbetriebe anderer Backwaren, bei denen die Möglichkeit der Einwirkung von Mehlstaub besteht, allerdings nicht für Getreidemühlen. Sie basieren auf Messungen der einatembaren Fraktion (E-Staub) in der Luft an Arbeitsplätzen.
Bei Einhaltung passender technischer, organisatorischer und persönlicher Schutzmaßnahmen kann man auf eine messtechnische Überwachung verzichten.